# Pseudonemophas
Pseudonemophas es un género de escarabajos longicornios.

## Especies
- Pseudonemophas baluanus (Aurivillius, 1923)
- Pseudonemophas versteegi (Ritsema, 1881)